# Javier Camarena
Pour les articles homonymes, voir Camarena (homonymie).
Javier Camarena, né le 26 mars 1976 à Xalapa (Vera Cruz), est un ténor lyrique spécialisé dans le répertoire du bel canto (Rossini, Bellini et Donizetti), qui chante sur les scènes du monde entier.

## Biographie

### Débuts
Javier Camarena étudie la flûte traversière au lycée avant de commencer des études de chant à la faculté de musique de l'université de Vera Cruz, puis de les poursuivre à l'université de Guanajuato, au centre du Mexique, où il bénéficie des cours de professeurs renommés tels que Hugo Barreiro, María Eugenia Sutti et Edith Contreiras. Venu d'une famille sans culture musicale, Javier Camarena, enfant, ne connait de la musique que la musique populaire mais très peu de musique classique. Alors qu'il est déjà très avancé dans ses études musicales, il découvre le chant lyrique, lors d'un récital auquel il assistait, il en était tombé amoureux et décide alors de se convertir en chanteur d'opéra. Javier Camarena rapporte dans plusieurs entretiens qu'il lui a fallu près de dix ans de travail et d'efforts pour arriver à un niveau international. Il obtient sa première récompense en 2004, le premier prix du concours Carlo Morelli à Mexico, avec deux airs de Donizetti, ce qui lui a permis ensuite de se produire pour la première fois en Tonio dans La Fille du régiment en novembre de la même année, au Palacio de Bellas Artes de Mexico. Il fête ses quinze ans de scène en 2021 dans ce même théâtre. Il est également revenu y chanter plusieurs rôles au cours de sa carrière comme Belmonte dans Die Entführung aus dem Serail , Nemorino de L'elisir d'amore, Ernesto de Don Pasquale et Dorvil de La scala di seta, le cœur de son répertoire centré sur Mozart mais surtout Donizetti, Rossini, Bellini. Il privilégie le répertoire du bel canto.

### Carrière internationale
Il rejoint en 2006 la troupe de l'opéra de Zurich. Il y chante dans une quinzaine de productions tout en alternant régulièrement avec d'autres scènes. Il fait ainsi ses débuts à l'opéra de Paris en comte Almaviva dans le Le Barbier de Séville en 2008 dans la mise en scène de Coline Serreau. La critique de Forum opéra prédit qu'il « se dirige d’un pas sûr vers un avenir radieux s’il continue à faire sonner aussi bien sa voix claire et souple, son aigu insolent et ses vocalises arrogantes ». Il aborde également le rôle de Don Ramiro dans la Cenerentola dès 2008 sur la scène de la Monnaie à Bruxelles, sous la direction de Marc Minkowski, et, à nouveau, « ce chanteur stylé » est remarqué.
En 2010 il chante successivement Elvino de La sonnambula en janvier, puis Giacomo V dans La donna del lago en juillet, à l'occasion de l'entrée au répertoire de l'opéra de Paris de ces deux œuvres. Il se produit ensuite, la même année, avec l'orchestre de l'opéra de Zurich en déplacement au Victoria Hall, dans une version concertante, en Nadir dans Les Pêcheurs de perles. Il apparaît alors comme l'un des successeurs de Juan Diego Florez comme tenore di grazia et, comme le Péruvien, originaire des écoles de chant des pays de l'Amérique latine. En 2011 c'est à l'opéra de Paris, au palais Garnier, qu'il reprend le rôle de Ramiro (la Cenerentola) dans la mise en scène de Jean-Pierre Ponnelle.
Et en 2011 ce sont les débuts au Metropolitan opera du ténor mexicain, en comte Almaviva dans le Barbier de Séville. Il y chante également Ramiro dans la Cenerentola (2014), Ernesto dans Don Pasquale (2016), Arturo dans I puritani (2017), Idreno dans Semiramide (2018), Nadir dans Les Pêcheurs de perles et Tonio dans La Fille du Régiment en 2019, où il chante trois fois les contre-ut, Edgardo dans Lucia di Lammermoor en 2022.
En 2012, Javier Camarena est l'un des trois ténors de l'Otello de Rossini aux côtés de la Desdemone de Cécilia Bartoli à l'opéra de Zurich. L'une des performances est filmée et enregistrée pour un DVD. Camarena chante le rôle de Rodrigo, tandis que John Osborn est Otello et Edgardo Rocha, Iago. Et pour ses débuts au Teatro Real de Madrid en 2014, Javier Camarena offre dix huit contre-ut dans La Fille du régiment, en bissant l'air Ah mes amis comme l'avait fait Juan Diego Florez sur cette même scène. L'année suivante à Barcelone, il incarne le rôle de Leicester dans Maria Stuarda du même Donizetti. La même année 2015, il est Horace dans un enregistrement du très rare "La Colombe" de Charles Gounod, publié sous le label Opera Rara.
En juillet 2016 à Madrid au Teatro Real, il aborde le rôle d'Arturo dans I puritani, représentation donnée sous la baguette d'Evelino Pido dont il sortira un DVD l'année suivante, rôle qu'il reprend plusieurs fois, notamment à l'opéra de Paris aux côtés d'Elsa Dreisig, en ouverture de la saison 2019-2020, dans la mise en scène de Laurent Pelly.
Il est l'un des ténors fidèles du Donizetti opera festival à Bergame, où, après avoir chanté Nemorino en 2021, il incarne Fernand dans une version intégrale de La Favorite donnée en novembre 2022.
Javier Camarena se produit régulièrement en récital comme en 2018, puis en 2021, dans le cadre du Festival de Peralada.

## Distinctions
- International Opera Award dans la catégorie « interprète masculin » (2020)[27]

## Discographie et vidéographie
Javier Camarena a enregistré trois CD solo, Recitales, Contrabandista et Signor Gaetano et participé à plusieurs enregistrements d'intégrales d'opéras dont les rares La Colombe et Il Pirata, un Rigoletto, un Requiem de Berlioz.
- Recitales - Airs de Bellini, Scarlatti, Donizetti, Rossini, etc., Récitals publics du ténor Javier Camarena, accompagné du pianiste et arrangeur Angel Rodriguez - Barcode: 600685102268 - 2015

- Contrabandista - Airs de Garcia, Zingarelli, Rossini. Javier Camarena, ténor ; Cecilia Bartoli, mezzo-soprano. Les Musiciens du Prince-Monaco, direction : Gianluca Capuano -DECCA mentored by Cecilia BARTOLI 4833958 - 2019
- Signor Gaetano - Airs des opéras de Donizetti - Javier Camarena (tenor), Gli Originali, Riccardo Frizza, Catalogue No: PTC5186886 Label :  Pentatone - 2022
- La Colombe - Charles Gounod - avec Javier Camarena, Erin Morley, Michelle Losier, Laurent Naouri, sous la direction musicale de Sir Mark Elder - Opera Rara - 2015
- Requiem - Hector Berlioz - Grande messe des morts, Op.5 -  avec Javier Camarena, ténor et les Chœurs de l’Accademia Nazionale di Santa Cecilia, l'Orchestre royal du Concertgebouw d’Amsterdam sous la direction d'Antonio Pappano. 2019. RCO 19006.
- Requiem - Hector Berlioz - Grande messe des morts, Op.5 -  avec Javier Camarena, ténor et les Chœurs de l’Accademia Nazionale di Santa Cecilia, l'Orchestre royal du Concertgebouw d’Amsterdam sous la direction d'Antonio Pappano. 2019. RCO 19006.
- Il Pirata - Vincenzo Bellini - avec Javier Camarena, ténor (Gualtiero) ; Marina Rebeka, soprano (Imogene) ; Franco Vassallo, baryton (Ernesto) ; Antonio Di Matteo, basse (Goffredo) ; Gustavo De Gennaro, ténor (Itulbo) ; Sonia Fortunato, mezzo-soprano (Adele) ; Coro del Teatro Massimo Bellini di Catania (chef de chœur : Luigi Petrozziello) ; Orchestra del Teatro Massimo Bellini di Catania, direction : Fabrizio Maria Carminati. 3 CD Prima Classic. 2021
- Rigoletto - Giuseppe Verdi - avec Luca Salsi (Rigoletto), Javier Camarena (Il Duca di Mantova), Enkeleda Kamani (Gilda), Alessio Cacciamani (Sparafucile), Caterina Piva (Maddalena), Orchestra e Coro del Maggio Musicale Fiorentino, dir. Riccardo Frizza. Enregistré en salle en février 2021. Notice et livret italien/anglais. Dynamic CDS 7921 .02 (2 CD et 1 DVD), 2022